# 家地乡
家地乡，是中华人民共和国浙江省丽水市景宁畲族自治县下辖的一个乡镇级行政单位。

## 行政区划
家地乡下辖以下地区：
石碧村、芎岱村、坪坑村、家地村、谢坑村和梅山头村。